# Сретенский монастырь (Москва)
Сре́тенский монасты́рь — московский ставропигиальный (с 1995 года) мужской монастырь Русской православной церкви. Основан в 1397 году князем Василием I на Кучковом поле в память об избавлении Москвы от нашествия Тамерлана в 1395 году. В XVII веке был перенесён на нынешнее место — улицу Большую Лубянку. До 1918 года имел статус заштатного.

## История

### XIV—XVI века
На месте постройки Сретенского монастыря находилось Кучково поле, принадлежавшее боярину Степану Ивановичу Кучке; поле было отведено для казни преступников. Заселение этой территории привело к строительству деревянной церкви во имя преподобной Марии Египетской в 1385 году на месте, где казнили Ивана Вельяминова. Рядом с ней через десять лет возвели более просторный храм в честь Владимирской иконы Пресвятой Богородицы на месте встречи чудотворного образа. По преданию, икона помогла избежать нападения на Москву войск Тамерлана. Согласно летописям, 26 августа 1395 года крестный ход, возглавлявшийся митрополитом Киприаном, встретил чудотворный образ Владимирской иконы Божией Матери, принесённый из Владимира-на-Клязьме. Через день Тамерлан повернул на юг, не дойдя до Москвы.
В 1397 году великим князем московским Василием I Дмитриевичем около церкви был создан Сретенский мужской монастырь. Тогда же установили крестный ход с Владимирской иконой, которую ежегодно 26 августа переносили из Успенского собора. В шествии регулярно участвовали великий князь и митрополит, позже — царь и патриарх.
Прежде считалось, что монастырь основали на том месте, где он находится в настоящее время. В 1984 году историк М. М. Сухман высказал гипотезу, что обитель изначально располагалась в районе Никольских ворот Китай-города и была перенесена оттуда в связи со строительством Китайгородской стены. Эта гипотеза, вызвавшая поначалу возражения, подтверждается летописными источниками. Например, в Типографской летописи указано, что икону встречали «на Кучкове поле близь града Москвы, на самой на велице дорозе Володимерской», а нынешняя Сретенка никогда не была частью Владимирской дороги. Документы 1552 года подтверждают, что монастырь находился на первоначальном месте: «народ, встречавший царя, стоял от реки от Яузы и до посаду и по самой град».
В правление Ивана III храмы Владимирской иконы Божией Матери и преподобной Марии Египетской были перестроены в камне. В 1482 году возвели церковь Николая Чудотворца. С 1521 года ежегодно 21 мая совершался крестный ход в благодарность за избавление от нашествия крымского хана Мехмеда Гирея. Поскольку монастырь был первой обителью на пути из Москвы в Троице-Сергиеву лавру, его посещали паломники, отправляющиеся на богомолье. 8 ноября 1552 года у Сретенского монастыря москвичи и духовенство во главе с митрополитом Макарием встречали царя Иоанна IV Васильевича, возвращавшегося в Москву после победного взятия Казани. Иоанн Грозный посетил тогда монастырь и одарил его щедрыми пожертвованиями.

### XVII—XIX века

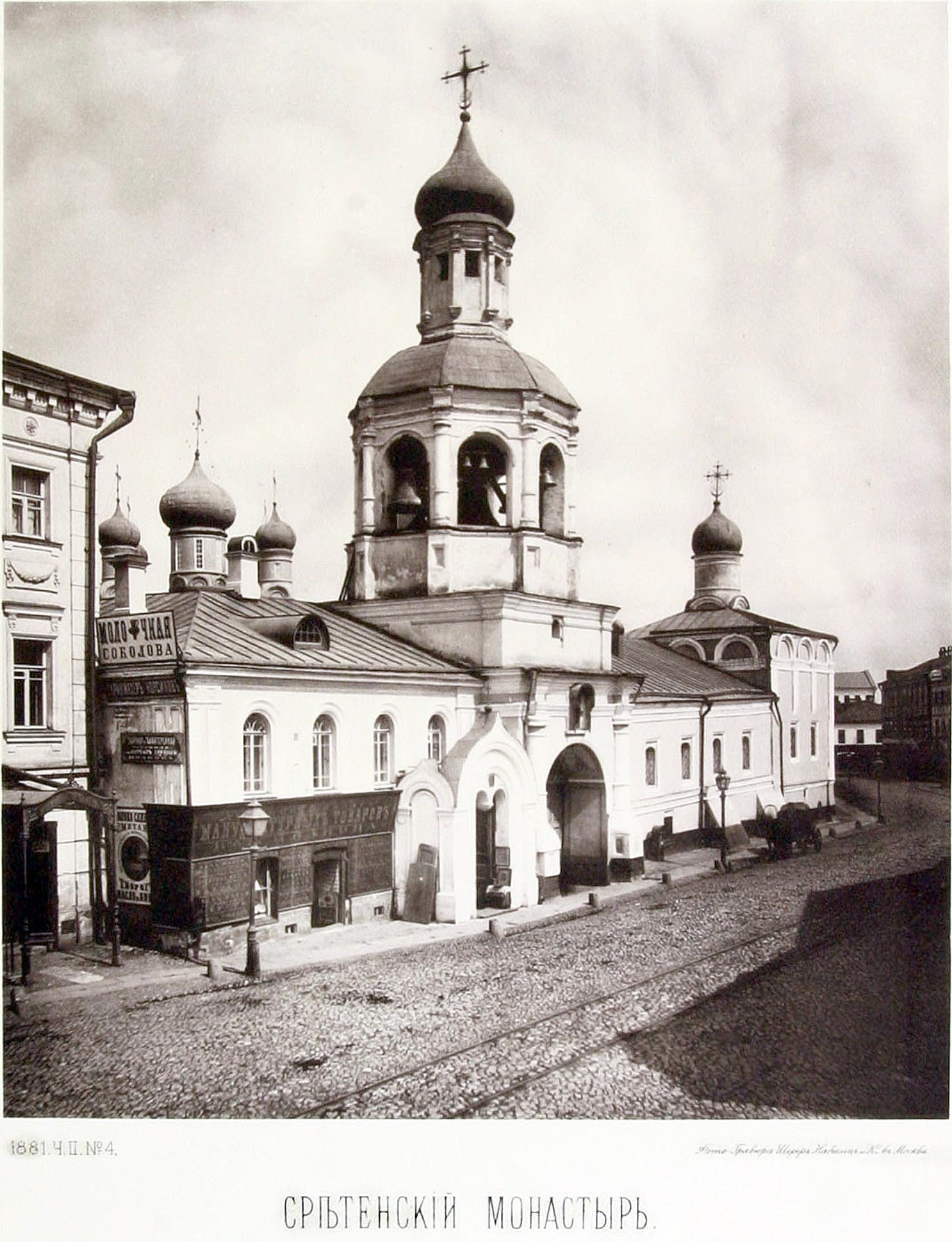
Снесённые колокольня и Никольская церковь монастыря (со стороны Б. Лубянки). Фотография Н. Найдёнова, 1881 год

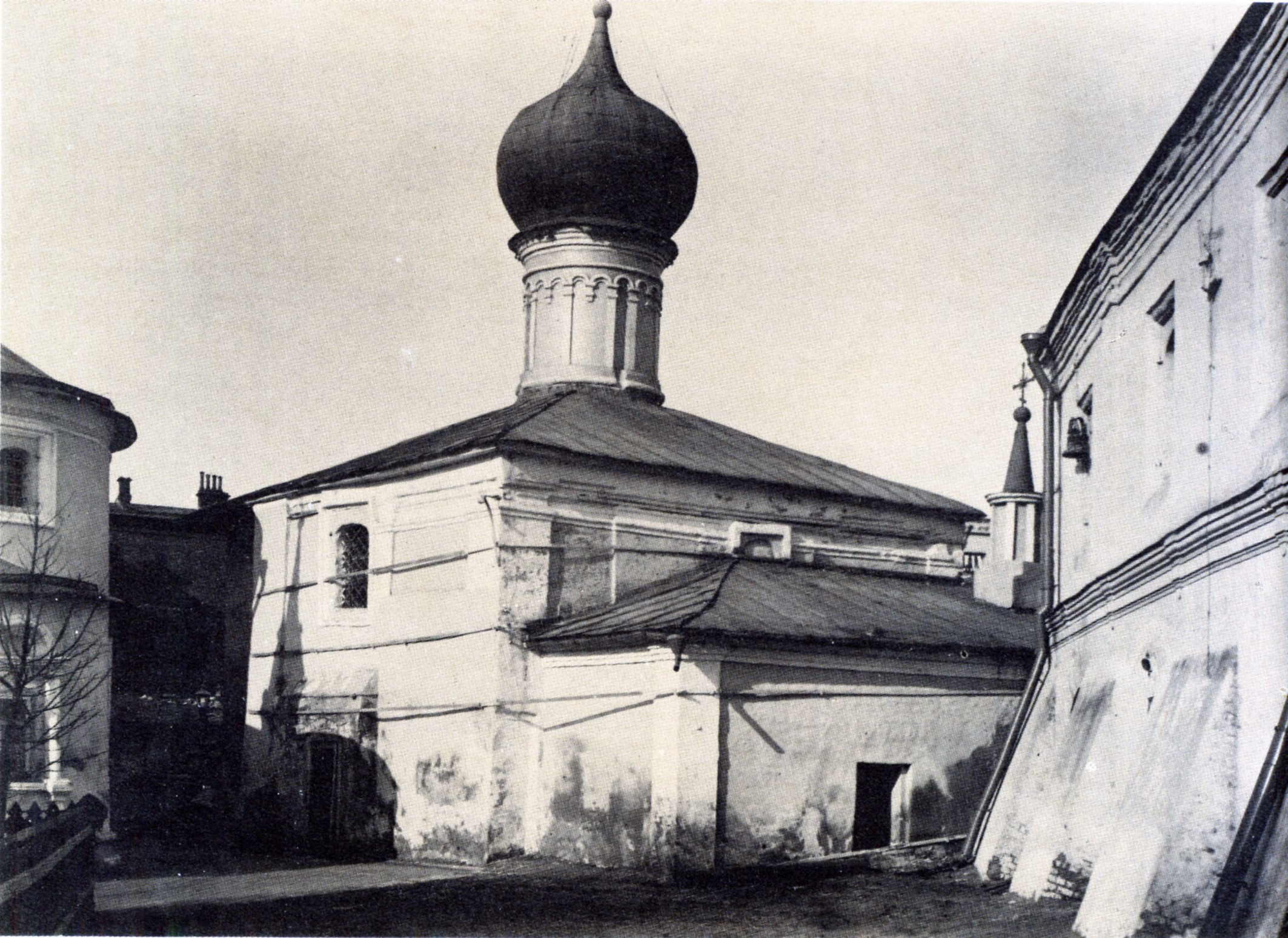
Церковь Марии Египетской (стояла восточнее Сретенского собора), 1923 год

В Смутное время, когда московским Кремлём завладели интервенты, в обители располагался штаб русских ополченцев, сражавшихся под знамёнами Кузьмы Минина и Дмитрия Пожарского, получившего тяжёлое ранение на Сретенке в марте 1611 года. В монастыре ему оказали первую помощь.
В мае 1613 года в Сретенском монастыре встречали новоизбранного царя Михаила Романова и его мать инокиню Марфу. Вскоре игумен монастыря Ефрем был послан царём «в польское сидение» за отцом царя митрополитом Филаретом и оставался с ним до его возвращения в 1619 году и наречения «Патриархом всея Руси».
В XVII веке царская семья и придворные делали монастырю щедрые пожертвования. В 1680-х годах район города вокруг монастыря был назван Сретенской слободой, а позднее Сретенской частью.
Главный храм Сретения Владимирской иконы Божией Матери перестроили в 1679 году на новом месте, а в 1706 году по обету игумена Моисея (Великосельского) с юго-востока пристроили придел Рождества Иоанна Предтечи. В иконостас собора поместили иконы святого Фёдора Стратилата и святой мученицы Агафии. В правление Михаила Фёдоровича в монастыре построили кельи и настоятельский корпус. 18 февраля 1707 года из Константинополя в обитель доставили мощи преподобной Марии Египетской в серебряном ковчеге для хранения в соборном храме.
В XVIII веке обитель стала приходить в упадок. В 1737 году часть построек была утеряна в Троицком пожаре, а в 1764 году в результате секуляризации церковных земель при императрице Екатерине II монастырь объявили заштатным, его оставили на самообеспечении и запретили проживание в нём более чем семи насельникам. В конце XVIII века северное подворье монастыря и часть монастырской территории, выходившая на Рождественский бульвар, сдавались в аренду для получениях дохода.
В день Бородинской битвы Отечественной войны из обители отправился всенародный крестный ход с чудотворными иконами:

От Сретенских ворот до Арбатских крестный ход шел посреди тянувшихся обозов с ранеными и умирающими солдатами. Этих солдат, взиравших и молившихся на чудотворные иконы Божией Матери и на древние хоругви, священники окропляли святой водой. Когда в этом крестном ходу все пламенно молили Богоматерь спасти уже не одну Москву, но всю Россию от всепобеждающего завоевателя, тогда за 100 верст от Москвы пылала великая Бородинская битва и Наполеон, столь жадно и давно желавший сразиться с русской армией, в разгаре этого боя был, по свидетельству достоверных очевидцев, мрачен, задумчив, тревожен, нерешителен. Думали даже, что он болен: то он давал один приказ, то через мгновение отменял приказы своим полкам…
В Сретенском монастыре разместили госпиталь для раненных в Бородинском сражении воинов, а погибших в сражениях хоронили на монастырском кладбище. Когда французские войска вступили в Москву, в Сретенском монастыре оставались два иеромонаха и несколько братий. В обители хранились мощи преподобной Марии Египетской, которые было запрещено вывозить из города, чтобы избежать народных волнений. Два древних храма разграбили и устроили в них лазарет. Несмотря на оккупацию столицы, в надвратном храме святителя Николая продолжали совершать богослужение. В «Походных записках русского офицера» Ивана Лажечникова описано свидетельство героического поведения московских священников в то время, в том числе и насельников Сретенского монастыря:

Священник Сретенского монастыря, известный примерною жизнью своей, не устрашился жестокостей иноплеменных. Верный своему государю и правилам совести, во всех молитвах своих возносил он к престолу Бога имя помазанника Его. Буонапарт, узнав о сем, послал к нему грозный приказ: исключить сие имя из церковных молитв и впредь упоминать в них Наполеона — императора Франции и прочих земель.
— Я присягал одному царю русскому, и не хочу знать никакого другого, — с твёрдостью сказал пастырь посланным, и продолжал с большим рвением молиться о здравии законного государя. Ему угрожают виселицею на Сретенском бульваре.
— Донесите Наполеону, — отвечал он исполнителям приказов его, — донесите ему, что под рукою палача буду ещё молиться об Александре. Не страшна смерть тому, кто умирает за царя и веру.
К чести доносителей должно сказать, что они нашли ответ сей геройским, достойным даже французского народа, изобразили его таковым предводителю своему и оставили неколебимого священника исполнять долг его до самого побега великих легионов из Москвы.

В Московском пожаре, вспыхнувшем при вступлении в город французов Сретенский монастырь не пострадал. C 7 ноября 1812 года в нём находилась архиерейская кафедра митрополита Августина. Владимирская и Иверская иконы Пресвятой Богородицы стояли в монастыре до весны 1813 года, а после были перенесены в восстановленный Успенский собор.
Вокруг соборного храма в 1850 году вместо кирпичного возвели фундамент из белого камня и построили западную церковную ограду. В 1892 году во время правления Александра III стенную иконопись очистили от наслоений и восстановили благодаря иконописцу Н. М. Софонову. Иконостас украсили резьбой, вызолотили червонным золотом. В 1904 году колонны собора отделали мрамором, а пол застелили метлахской плиткой.
К концу XIX века обитель была одной из известнейших в Москве, в том числе благодаря своим колокольным звонам. Братия монастыря составляла двадцать пять человек. При нём действовали церковно-приходская школа и гостиница. На монастырском кладбище, находившемся между собором и вратами, были похоронены многие представители дворянских фамилий Москвы.

### XX век

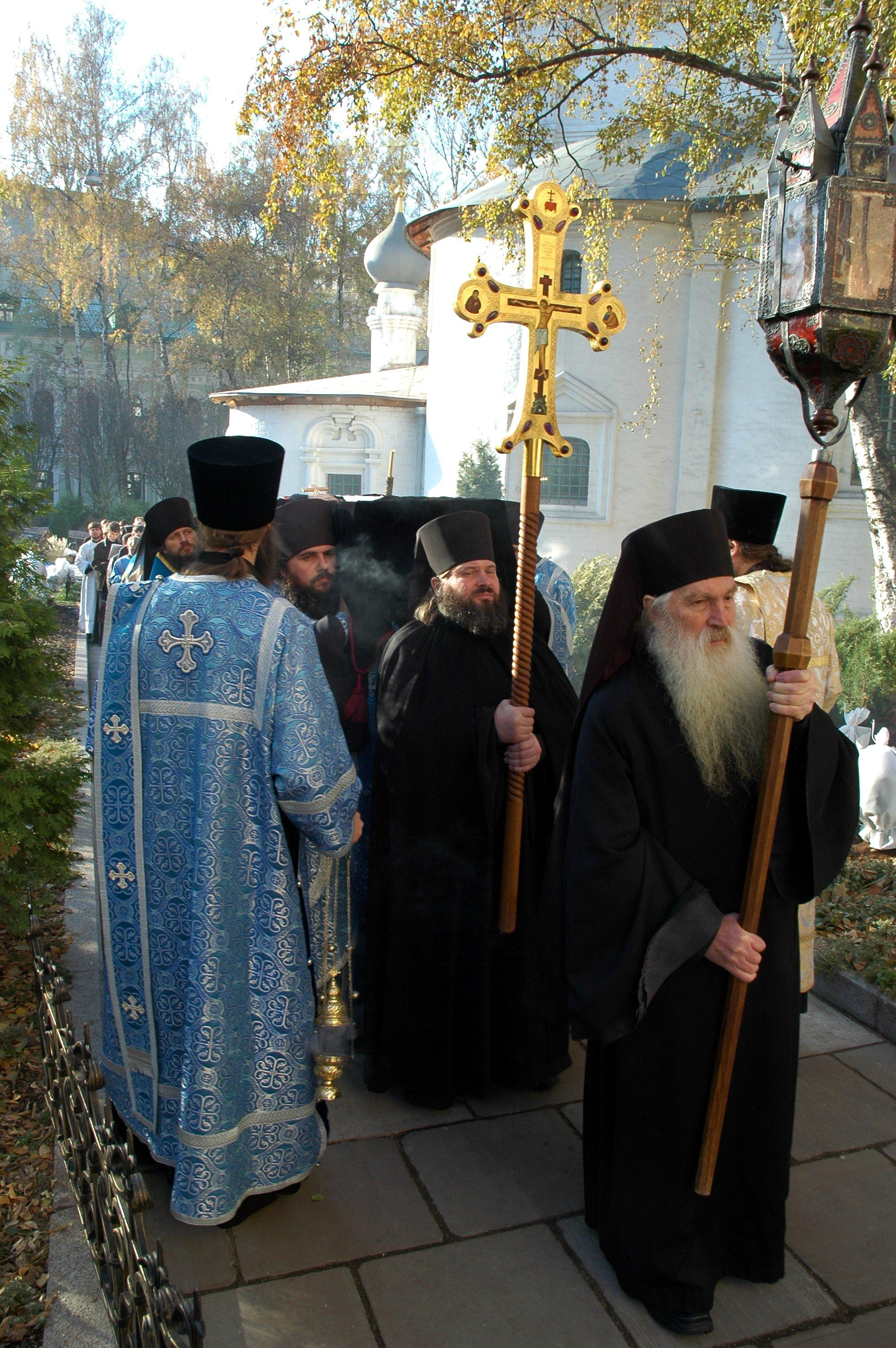
Отпевание схиархимандрита Анастасия (Попова), насельника монастыря, 4 ноября 2005 года

После смены власти в 1917 году в октябре 1919 года начались первые аресты насельников обители.
8 февраля 1920 года настоятель Сретенского монастыря архимандрит Гурий (Степанов), бывший управляющим монастыря с июля/августа 1919 года, был хиротонисан во епископа Алатырского и назначен викарием Симбирской епархии.
В апреле/мае 1920 года настоятелем монастыря назначен Иларион (Троицкий) (хиротонисан во епископа Верейского, викария Московской епархии 12/25 мая 1920 года). Иларион был арестован 23 марта 1922 года и помещен во внутреннюю тюрьму ГПУ (Большая Лубянка, д. 2); постановлением Президиума ГПУ от 22 апреля 1922 года был приговорён к высылке на жительство в Архангельск сроком на 1 год. 24 апреля в монастыре была изъята значительная часть ценностей.
Службы в монастыре некоторое время в 1922 году совершал епископ Антонин (Грановский) (обновленческое крыло православной церкви в СССР). 5 июля 1923 года, накануне праздника Владимирской иконы Божией Матери, епископ Иларион (Троицкий) совершил освящение собора, а 6 июля патриарх Тихон, за несколько дней до того освобождённый из-под домашнего ареста, совершил литургию, за которой присутствовало более тысячи человек.
В декабре 1925 года в монастыре принял иноческий постриг Сергей Извеков — будущий патриарх Московский и всея Руси Пимен. В конце того же года монастырь закрыли. После этого Сретенский собор некоторое время оставался приходским, а из остатков братии был организован совет общины. За антисоветские высказывания священника Ивана Хлыстова арестовали и заключили в концлагерь на три года.
В 1928—1930 годах под предлогом расширения проезжей части разобрали ряд монастырских построек, среди них были храм святого Николая Чудотворца с приделами Димитрия Солунского и всех святых, храм преподобной Марии Египетской с приделом Сретения Господня, Святые врата с колокольней, кельи и восточная торцевая часть настоятельского корпуса. Иконы и утварь, не изъятые из монастыря, передали в разные музеи и другие учреждения. Так, знаменитая икона начала XVIII века «Воздвижение креста» оказалась в Антирелигиозном музее искусств, располагавшемся в Донском монастыре. Спустя несколько лет она поступила в собрание Третьяковской галереи, где и находится в настоящее время. В уцелевших монастырских постройках разместились вспомогательные структуры НКВД: Владимирский храм был приспособлен под общежитие сотрудников НКВД, затем использовался как гараж и под помещения для реставрационных мастерских.

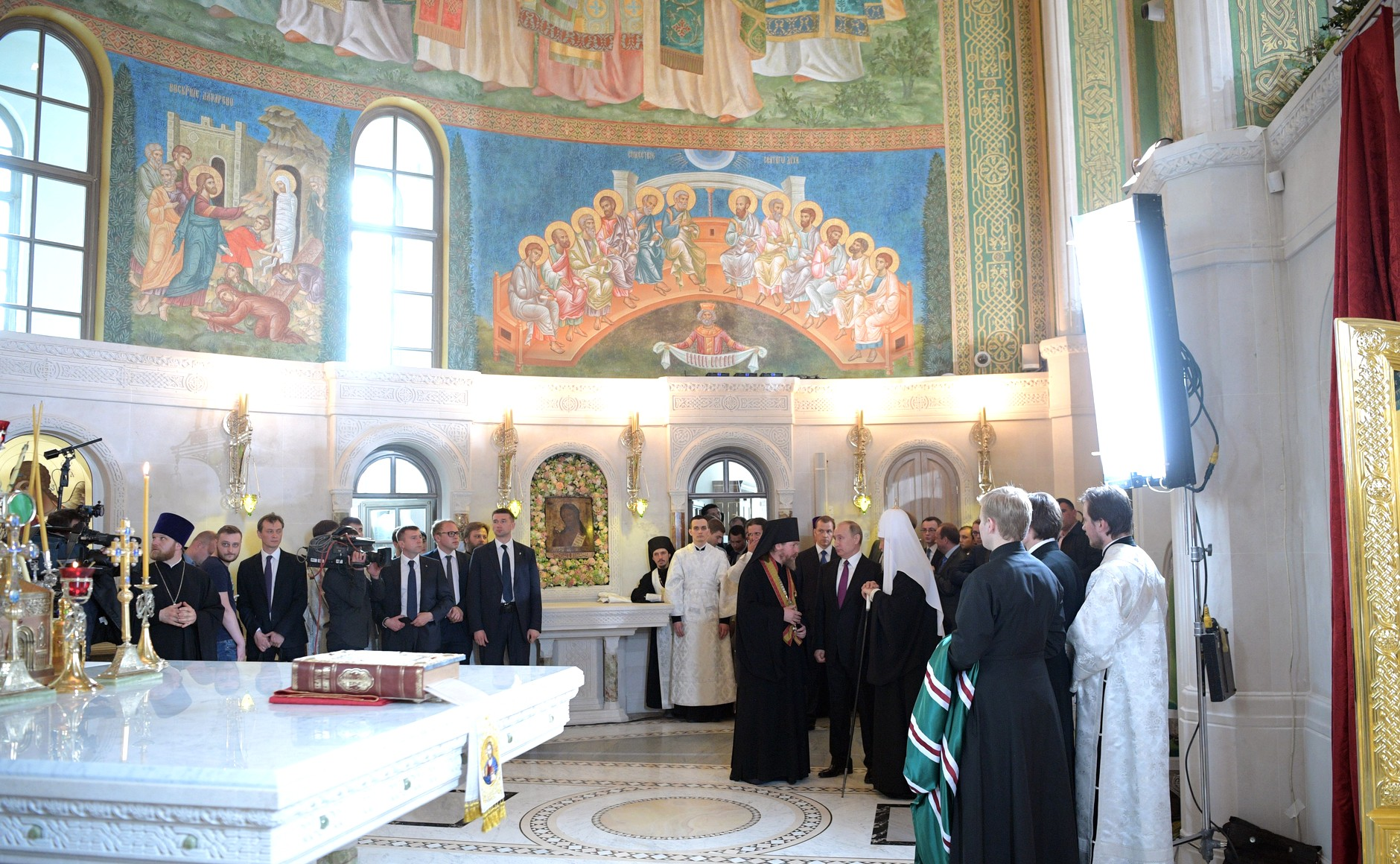
Посещение монастыря Владимиром Путиным, 2017 год

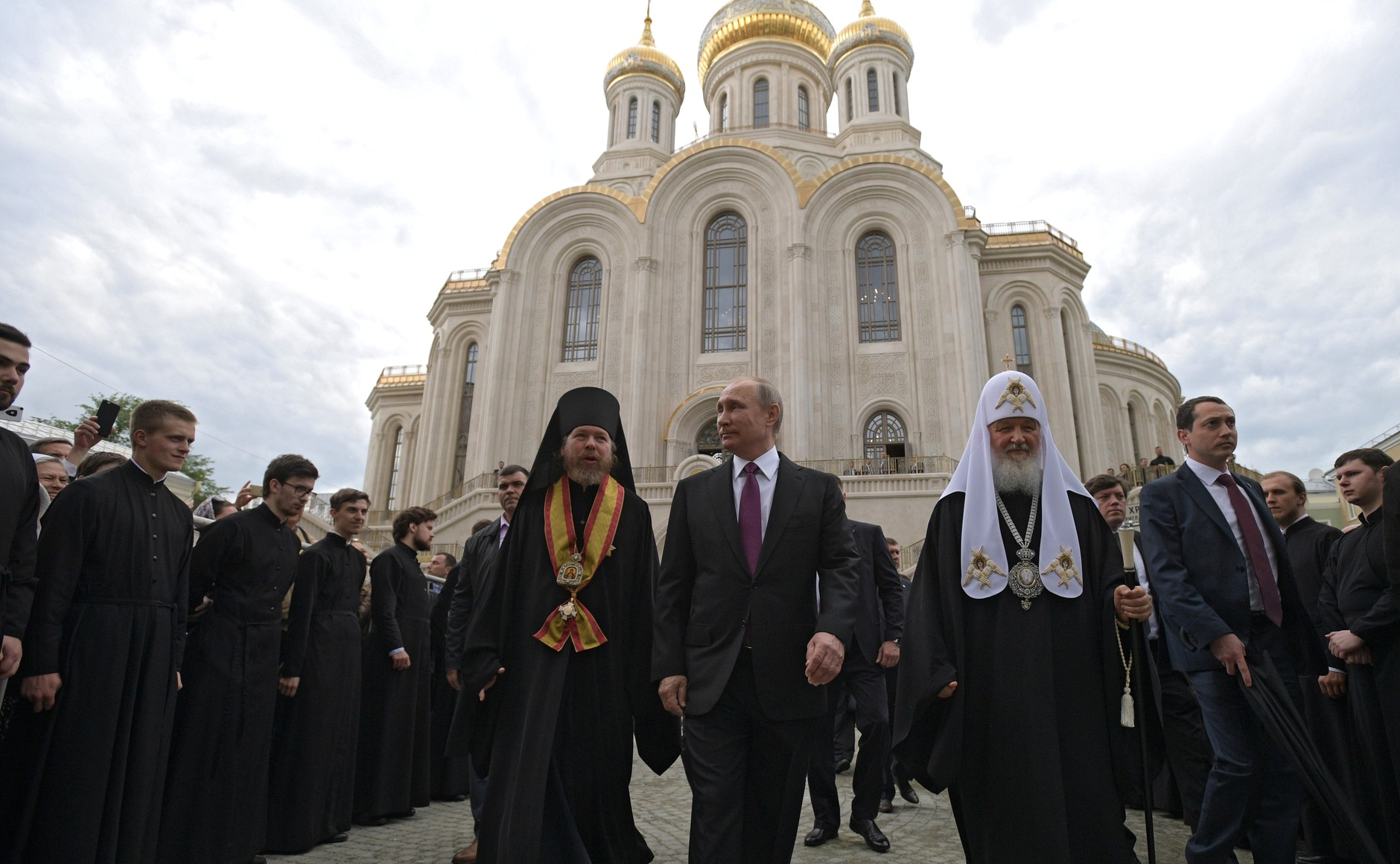
Наместник монастыря епископ Тихон (Шевкунов), Владимир Путин, патриарх Кирилл в день освящения храма Воскресения Христова и Новомучеников и Исповедников Церкви Русской, 25 мая 2017 года

В 1952 году на месте бывших келий и монастырского кладбища построили здание школы. В 1958—1959 годах был отреставрирован собор Сретения Владимирской иконы Божией Матери под руководством архитектора Г. К. Игнатьева. Однако реставрация коснулась только фасада, а внутреннее убранство, в том числе уникальные фрески, осталось в плохом состоянии. В 1990 году в храме располагался отдел скульптуры Художественного научно-реставрационного центра имени Грабаря.
В 1991 году собор Сретения Владимирской иконы Божией Матери вернули Русской православной церкви; здесь был создан один из приходов братства «Сретение» во главе со священником Георгием Кочетковым, которая использовала собор Сретения Владимирской иконы совместно с реставрационными мастерскими. Остальные здания находились в распоряжении организаций и требовали ремонта. В начале 1994 года община Кочеткова была изгнана и переместилась в храм Успения Пресвятой Богородицы в Печатниках; в Сретенском монастыре было открыто подворье Псково-Печерского монастыря.
6 июля 1995 года решением Священного Синода подворье преобразовано в ставропигиальный мужской монастырь, наместником которого назначен игумен Тихон (Шевкунов) (с 2018 года — митрополит Псковский и Порховский).
В том же году в память о жертвах репрессий в обители был установлен поклонный крест, который освятил патриарх Алексий II. 8 сентября в честь 600-летия встречи Владимирской иконы Божией Матери из Успенского собора Кремля в Сретенский монастырь был совершен крестный ход, который возглавил патриарх Алексий II. К тому дню был сооружён новый иконостас во Владимирском соборе.
В мае 1999 года в монастырском соборе состоялось прославление священномученика Илариона, епископа Верейского, бывшего настоятелем монастыря в начале 1920-х. В том же году на территории монастыря было открыто Сретенское высшее православное монастырское училище, преобразованное в декабре 2002 года в духовную семинарию.
Восстановление и строительство зданий монастыря с половины 1990-х годов осуществлялось в значительной мере за счёт средств Сергея Пугачёва, имевшего репутацию близкого к Кремлю предпринимателя.

### XXI век

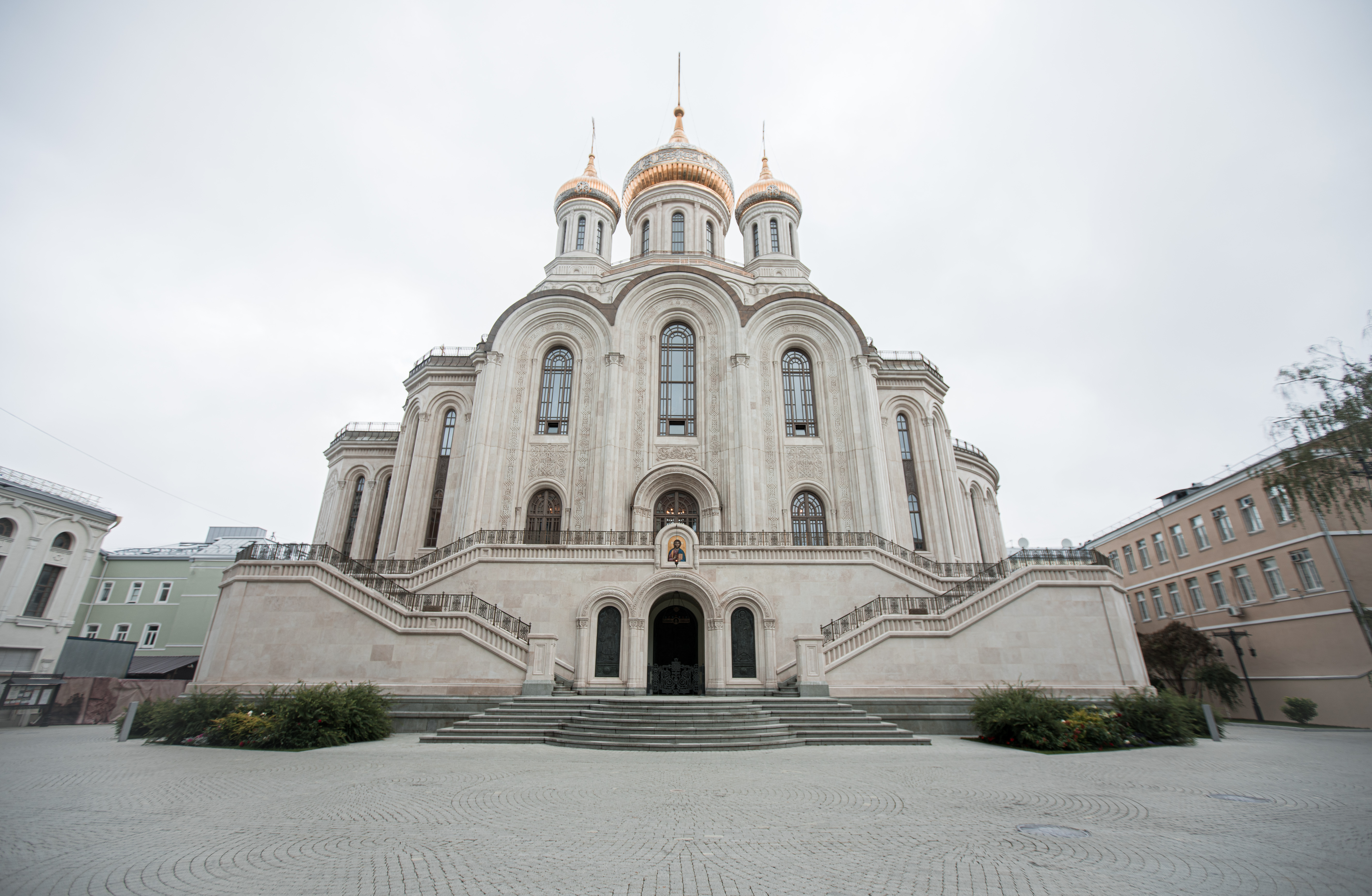
Храм Новомучеников и Исповедников Церкви Русской на Лубянке, 2019

В 2010 году монастырю передали здание школы № 1216 на Большой Лубянке; после реконструкции здания в 2013 году в нём разместилась Сретенская духовная семинария. Были построены также домовые храмы в честь Святой Живоначальной Троицы в корпусе наместника и святого праведного Иоанна Кронштадтского при лазарете монастыря.
В феврале 2011 года, в связи с намерением возвести на прилегающей к монастырю территории новый храм Новомучеников и Исповедников Российских, наместник архимандрит Тихон (Шевкунов) заявил: «Здесь, на Большой Лубянке, отдали жизнь и пострадали за Христа тысячи и тысячи новых мучеников и исповедников Российских. И наша земля, на которой стоит монастырь, по которой мы ходим, в буквальном смысле пропитана кровью святых мучеников и является антиминсом, тем благословенным платом, на котором совершается Божественная литургия в храме».
В марте 2011 года на первом заседании попечительского совета Сретенского монастыря патриарх Кирилл отметил, что Сретенский монастырь «стал важнейшим духовным и культурным центром столицы, имеющим общецерковное значение», что серьезным препятствием для развития монастырской жизни являются «стесненные внешние условия», что «назрела насущная необходимость в реконструкции территории, в расширении возможностей для работы семинарии и в строительстве нового храма — по крайней мере, одного»; освящение храма было предложено совершить в 2017 году, к 100-летию событий революции и гражданской войны в России. В сентябре 2013 года сообщалось, что власти Москвы согласились с планом построить храм.
Открытый конкурс проектов проходил с 3 октября по 10 декабря 2012 года. Из 48 представленных планов победителем была объявлена архитектурная мастерская Д. Смирнова, предложившая возвести пятиглавый сорокаметровый собор общей площадью 10 000 м² с двухуровневой подземной парковкой. Проект вызвал общественную критику, поскольку подразумевал снос нескольких монастырских зданий XIX — начала XX века для расчистки строительной площадки. Против сноса высказывались, например, представители Всероссийского общества охраны памятников истории и культуры и «Архнадзор». Под угрозой находился и археологический пласт с XIV века. Глава Москомнаследия Александр Кибовский обратился к министру культуры Владимиру Мединскому с просьбой изменить границы охранной зоны объекта культурного наследия, чтобы сохранить постройки, однако в 2013 году комиссия Москомнаследия одобрила снос. Несмотря на официальное обращение градостроительных и архитектурных организаций к президенту Владимиру Путину, в декабре того же года шесть зданий были разобраны.
25 мая 2017 года, патриарх Кирилл освятил храм и совершил в нём литургию. Присутствовали президент России Владимир Путин, подаривший икону Иоанна Крестителя XIX века, митрополит Восточно-Американский и Нью-Йоркский Иларион (Капрал) и другие иерархи Русской зарубежной церкви. По освящении с крестным ходом в новый храм из собора Сретения Владимирской иконы перенесли мощи священномученика архиепископа Илариона (Троицкого).
В 2025 году указом Президента Сербии Сретенский монастырь в Москве награждён Сретенским орденом III степени.

## Скиты
Обители принадлежит скит во имя преподобного Серафима Саровского, расположенный в поселке Красное Михайловского района Рязанской области.

### Демонтированные храмы
Церковь Марии Египетской
Деревянная церковь преподобной Марии Египетской была построена в 1385 году. В XV веке её перестроили в камне. Это был маленький одноглавый, почти
квадратный в плане храм. Иконостас заменяла каменная алтарная преграда. В 1706 году к нему пристроили новый придел Сретения Иисуса Христа. В 1720-х годах храм закрыли, через сорок лет обновили на средства Афанасия Гончарова. К началу XIX века собор вновь обветшал, в 1883 году его обновили, укрепив стены железными обручами. В 1930 году храм демонтировали с некоторыми другими постройками.
Никольская церковь
Построена в камне в 1679—1688 годах на месте первоначальной деревянной Владимирской церкви. Храм сохранял древние архитектурные формы и крещатые своды до XX века. Изначально верх был украшен пирамидой килевидных кокошников. Церковь перестраивали после пожара 1737 года. В храме находился придел Всех Святых, устроенный в конце XVIII века на средства первого московского городского головы Демида Мещанинова. Была разобрана в 1928 году.
Колокольня
Рядом с Никольской церковью находилась надвратная колокольня формы «восьмерик на четверике», построенная в 1670-х годах. В 1740 году архитектор Иван Мичурин сделал новое завершение с барочным куполом вместо сгоревшего в пожаре 1737 года. После сноса колокольни в 1928 году колокола были проданы в Англию. Предположительно несколько колоколов в середине 1920-х годов выкупил инженер из США Томас Витмор. Он подарил их Гарвардскому университету, где для них построили специальную звонницу.

### Современные строения
Собор Сретения Владимирской иконы Божией Матери

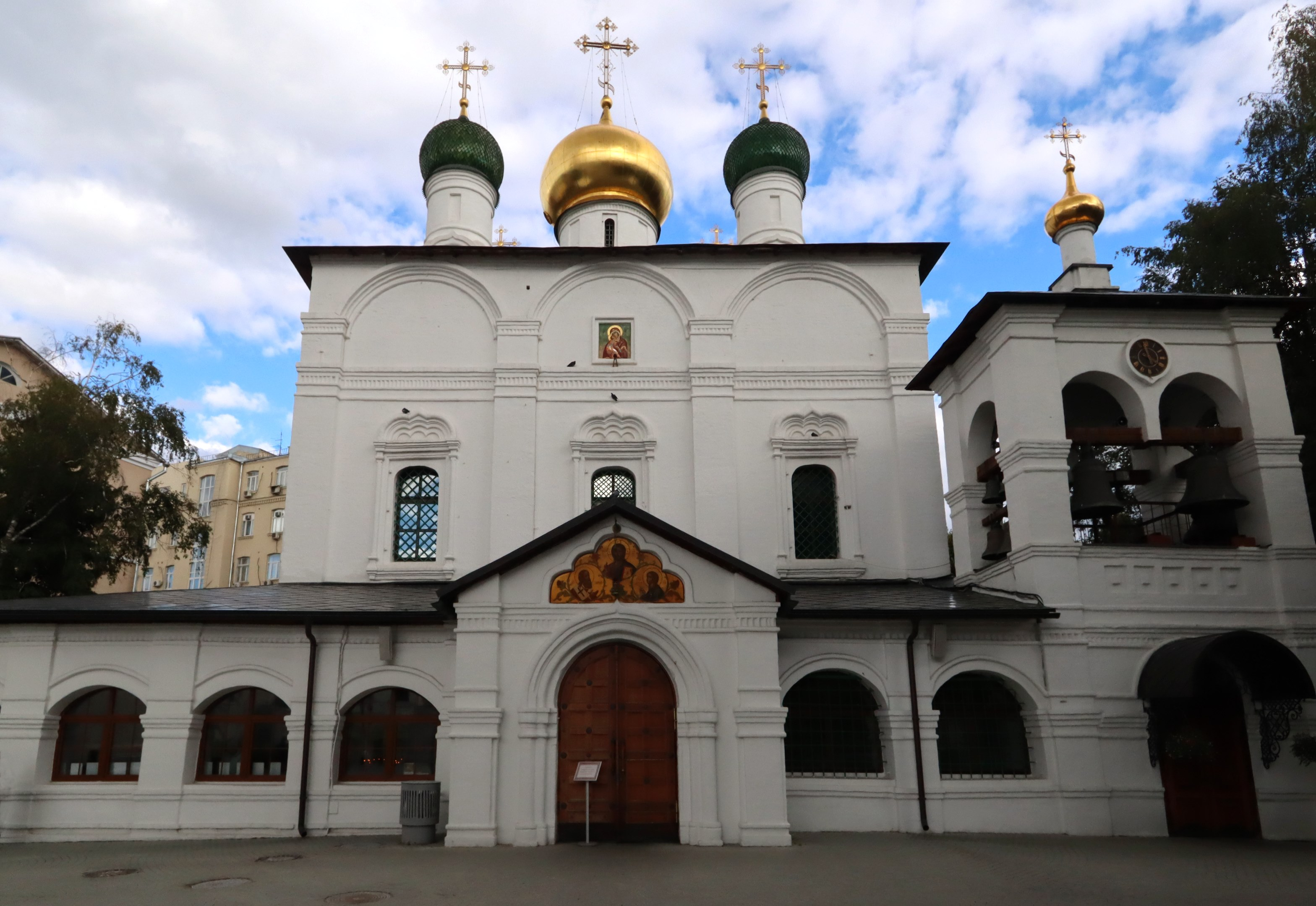
Собор Сретения, 2022

Возведён в 1679 году на месте древнего храма XVI века по заказу царя Феодора Алексеевича. В 1706 году к южному фасаду пристроили придел Иоанна Предтечи. Северный придел преподобной Марии Египетской устроен в 2000 году и освящён в 2008 году.
В те же годы была пристроена галерея со звонницей.
Собор выполнен в московско-ярославском стиле, с характерными чертами церковного зодчества эпохи патриарха Никона. Храм двухстолпный, трёхнефный с трёхчастной апсидой, имеет квадратную форму. Своды, столбы, откосы окон и стены внутри покрыты росписями, выполненными в 1707 году по заказу стольника Семёна Грибоедова мастерами костромской школы. Сверху каждая стена храма украшена тремя арками и иконой, расположенной в центре. Собор увенчан пятью куполами, барабан центральной главы световой, остальные имеют декоративные окна.
С 1761 года в соборе хранится Шумаевский крест работы Григория Семёновича Шумаева. Иконостас собора создан в 1995 году по проекту архитекторов Д. П. Журавлева, А. Б. Котова, В. М. Чемериса при участии Л. Н. Шеховцевой. Иконы местного и деисусного рядов были написаны Л. Н. Шеховцевой, Н. А. Денисюк, А. В. Калининой в 1995—1997 годах, иконы праздничного, пророческого и праотеческого рядов созданы в 1995—1996 годах мастерской А. В. Вахромеева, образ Владимирской Божией Матери написал иеромонах Алипий в 1995 году.
На нижнем этаже собора устроена крипта с освящённым в 2008 году приделом Воскресения Христова, созданная по образу кувуклии храма Гроба Господня в Иерусалиме. Крипта оформлена белым мрамором и украшена мозаикой с древней символикой в стилистике древнехристианских катакомбных храмов. В ней хранится точная копия Туринской плащаницы в натуральную величину, освящённая патриархом Алексием II. В соборном храме покоятся мощи архиепископа Илариона (Троицкого). В монастыре имеются также частицы мощей преподобной Марии Египетской, святителей Николая Чудотворца, Иоанна Златоуста, Василия Великого, преподобного Серафима Саровского и других святых.

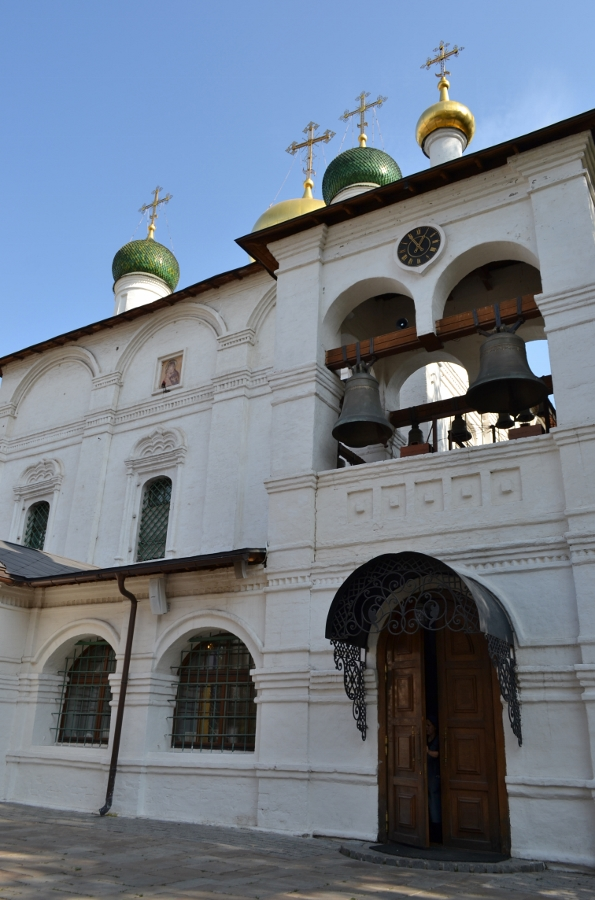
Звонница собора Сретения Владимирской иконы Божией Матери
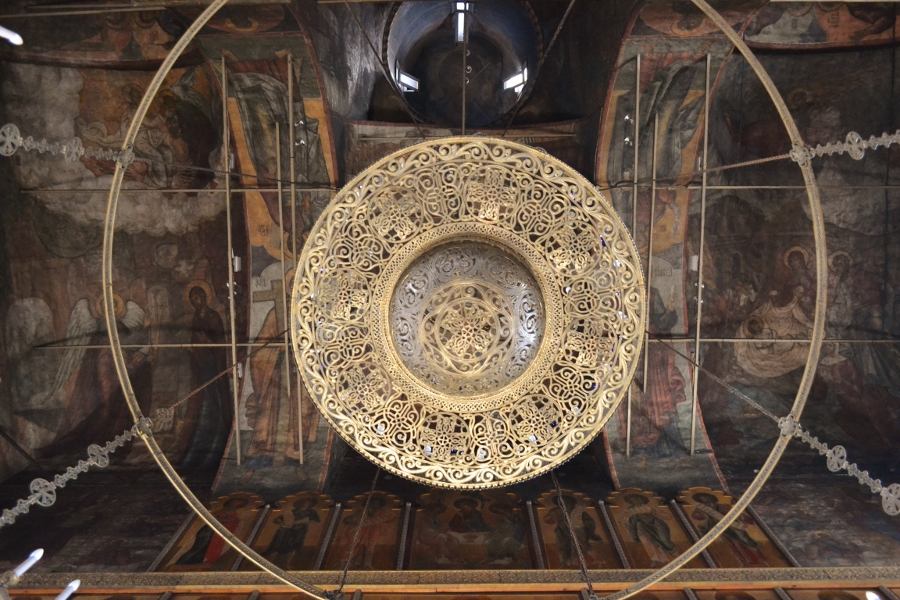
Хорос собора
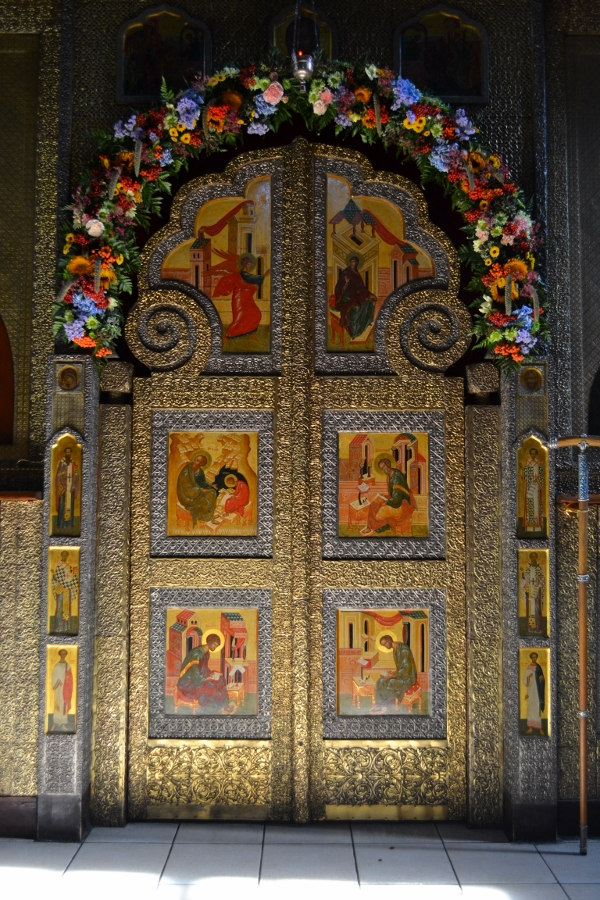
Царские врата собора
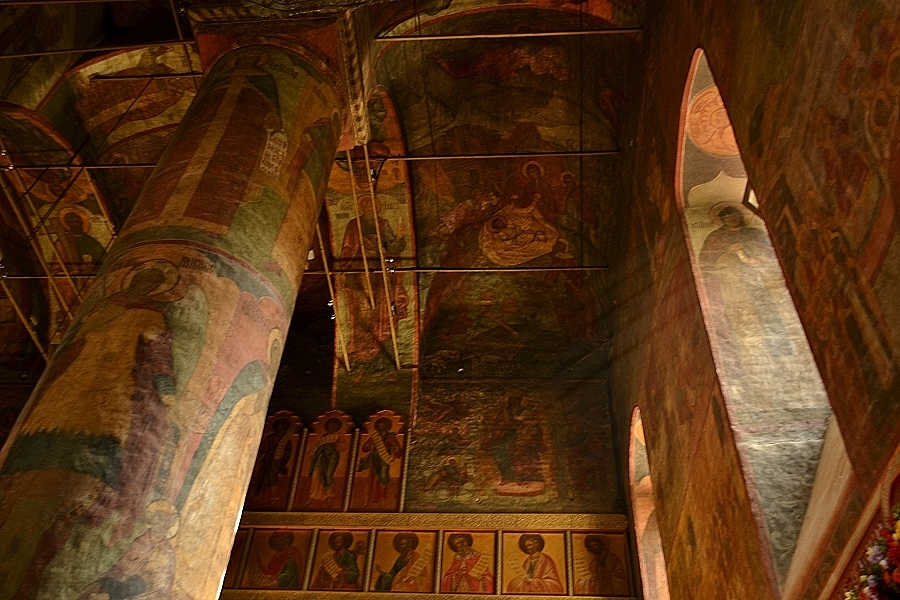
Фрески собора
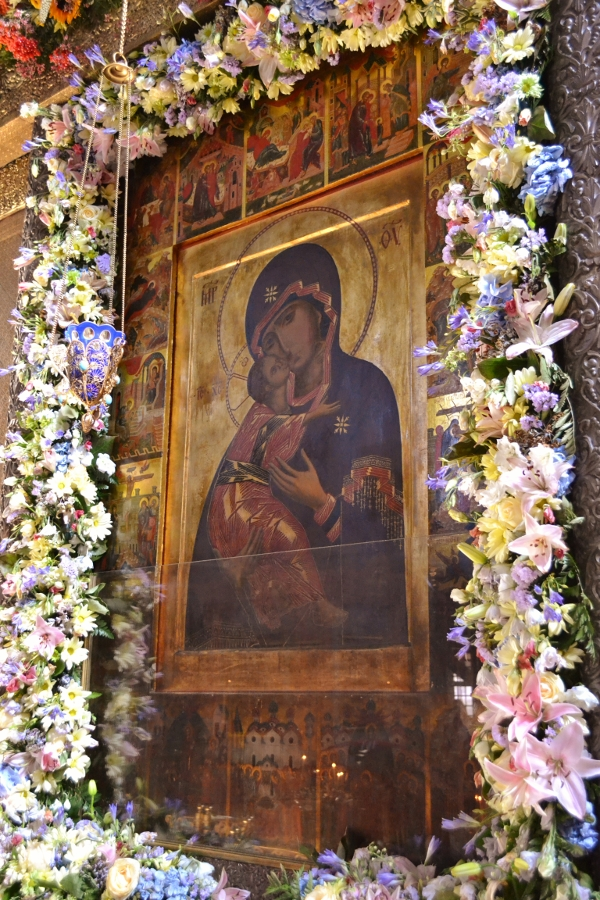
Владимирская икона Божией Матери

Собор Новомучеников и исповедников Российских на Лубянке

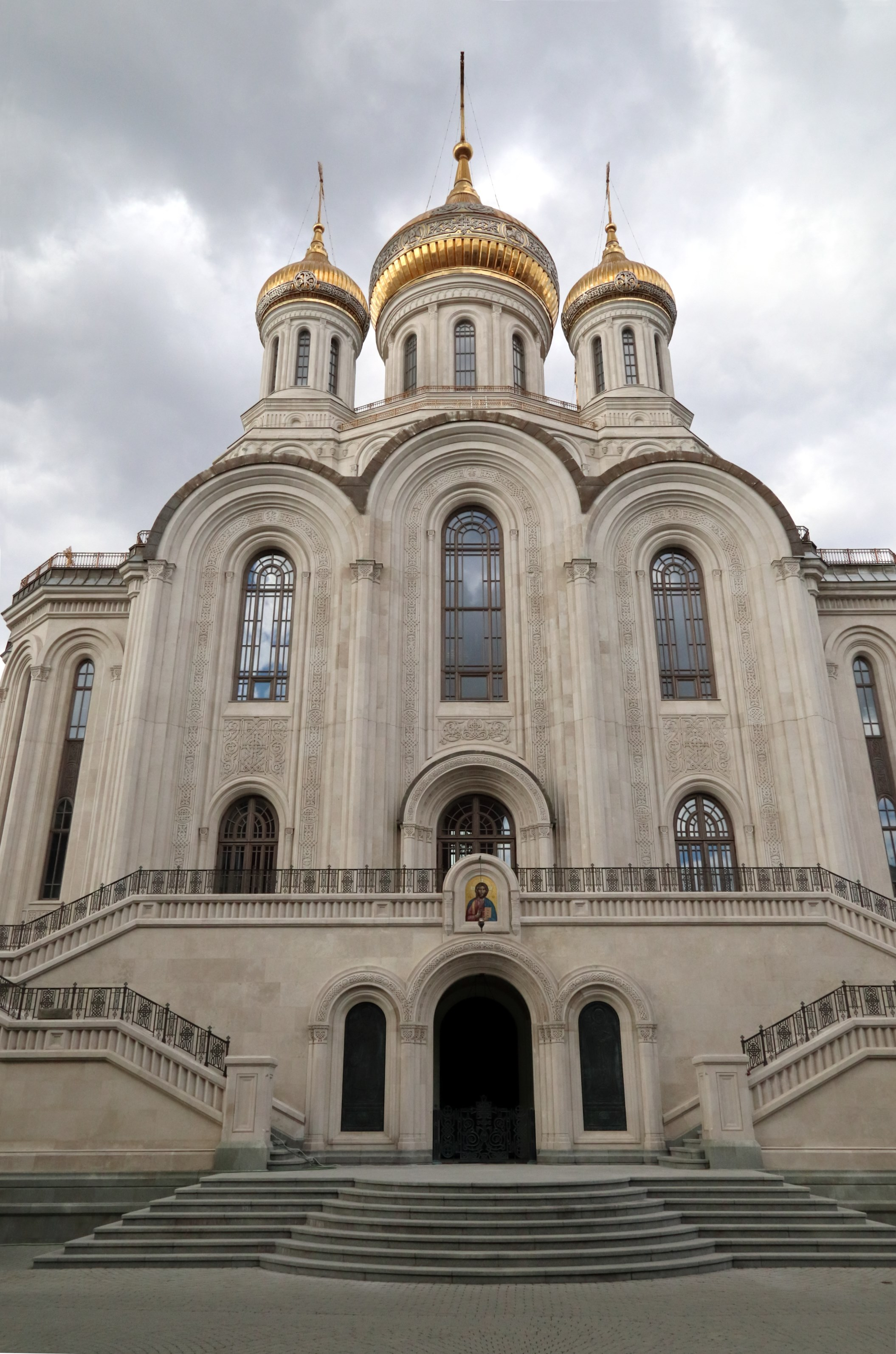
Собор Новомучеников — вид с юга, 2022

Собор облицован каменной резьбой из белого известняка. Шестидесятиметровый храмовый комплекс венчают семь золотых куполов. Верхний храм освящён в честь Воскресения Христова и новомучеников и исповедников церкви Русской, нижний — святого Иоанна Предтечи и двенадцати апостолов, в нём расположен баптистерий.
Согласно проектной документации, площадь храма для проведения служб составляет всего 5 % нового здания, основная же часть строения отведена под музей и различные служебные и технические помещения: казначейство, экономический отдел, переговорную, архив и склад, швейный цех и другие.
Собор оформлен в русском стиле с элементами византийского искусства. На верхнем уровне находится храм Воскресения Христова и Новомучеников и исповедников Церкви Русской, а на его стенах — росписи с ликами новомучеников; нижний храм собора посвящён святому Иоанну Предтече и двенадцати апостолам. В центральном куполе изображён Господь Вседержитель. Над алтарём верхнего храма находится фреска Тайной вечери, где присутствуют как апостолы, так и новомученики.
Другие здания

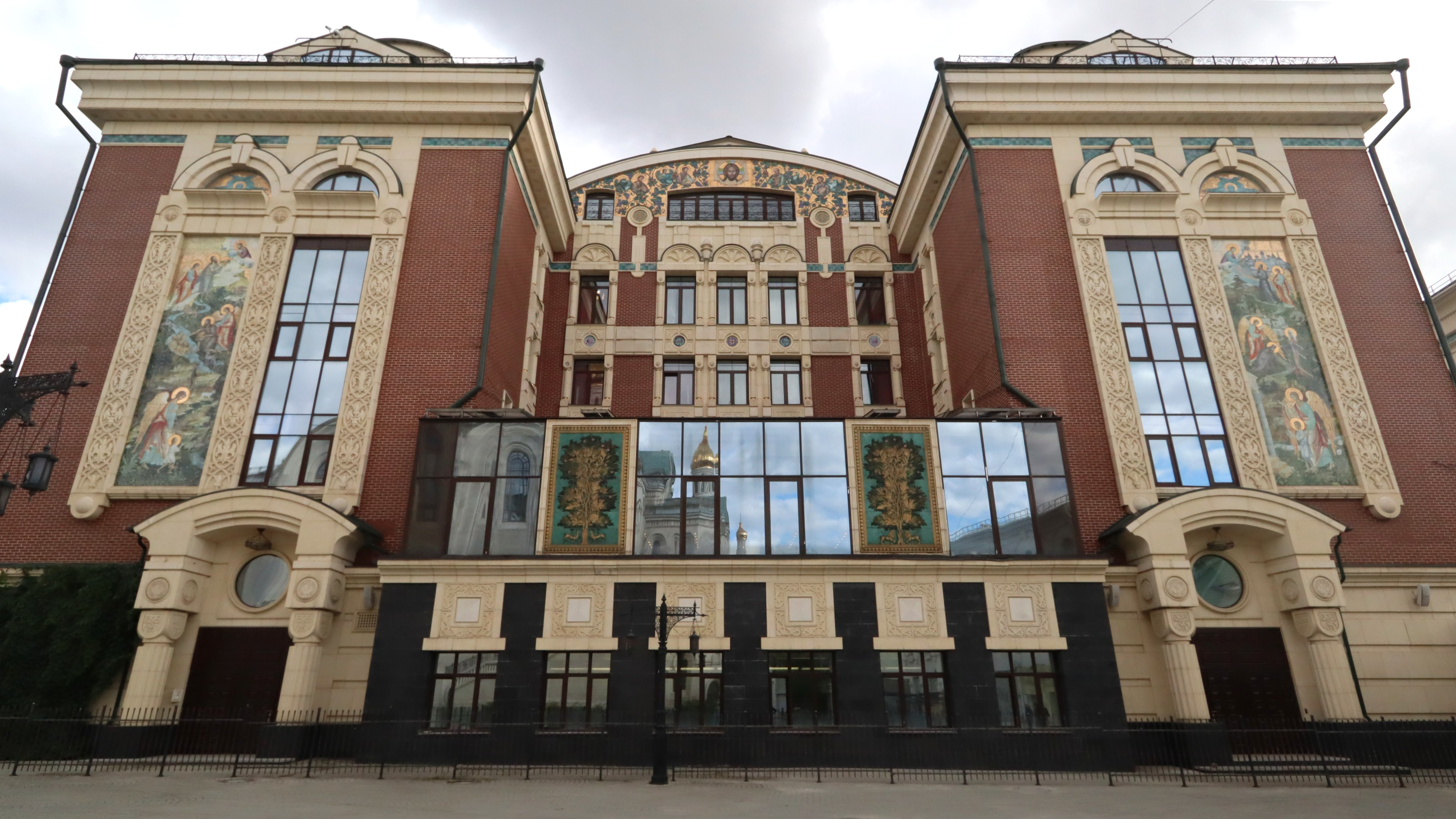
Духовная академия, 2022

С 2010 года при лазарете монастыря действует домовой храм праведного Иоанна Кронштадтского, а в корпусе наместника — храм в честь Святой Живоначальной Троицы.
В 2010 году Сретенскому монастырю передали здание школы № 1216, которое находилось на месте погоста, где были похоронены погибшие во время Отечественной войны. Через два года его отреставрировали и разместили Сретенскую духовную семинарию.
В 2008—2012 годах монастырю перешли в пользование помещения на Рождественском бульваре, некоторые из них ранее занимало Всероссийское музыкальное общество.

## Настоятели (наместники)
- Иона (1580)
- Маркелл (1598)
- Ефрем (упом. 1613 — упом. 1627)
- Моисей (1634—1644)
- Варлаам (1645—1648)
- Дионисий (9 мая 1653 — октябрь 1657)
- Дионисий (1674—1682) — 2-й раз
- Пахомий (1688—1691)
- Корнилий (январь 1692—1693)
- Моисей (Великосельский) (1693 — 26 февраля 1719)
- Исаакий (1721—1726)
- Феодор (Левонов) (23 февраля 1731 — 2 января 1732)
- Евсевий (Леонов) (20 января 1732—1736)
- Иаков (1737—1738)
- Петр (Котляревский) (1740—1742)
- Софроний (Зиминский) (1742—1744)
- Лаврентий (Уваров) (1744 — 22 ноября 1757)
- Максим (1758)
- Иоасаф (? — ноябрь 1759)
- Маркелл (Тросницкий) (4 ноября 1761—1765)
- Антоний (Горский) (5 мая 1765—1767)
- Антоний (Протопопов) (17 июля 1767 — 11 мая 1770)
- Гедеон (1770)
- Никон (1772—1778)
- Арсений (упом. 5 января 1783)
- Максим (Погудкин) (19 сентября 1805—1806)
- Филарет (январь 1806)
- Феофилакт (1806—1814)
- Израиль (1819—1822)
- Сергий (? — 31 августа 1836)
- Мелхиседек (12 августа 1836 — 23 ноября 1842)
- Ионафан (? — 24 мая 1853)
- Виктор (Саврасов) (1853—1859)
- Вениамин (Петухов) (1863—1872)
- Виктор (Саврасов) (май 1872—1880) — 2-й раз
- Мелетий (1880—1883)
- Антонин (Державин) (23 апреля 1883 — 25 октября 1883)
- Серафим (Богоявленский) (21 февраля 1884 — февраль 1890)
- Никон (1890 — ноябрь 1891)
- Димитрий (Ключарёв) (16 ноября 1891—1904)
- Никон (Нечаев) (1904 — 25 августа 1907)
- Афанасий (Самбикин) (февраль 1908 — 28 октября 1919)
- Сергий (Плаксин) (август 1918 — январь 1919)
- Леонид (Скобеев) (30 января — июль 1919)
- Гурий (Степанов) (1919—1920)
- Иларион (Троицкий) (1920—1923)
- Борис (Рукин) (1923—1926)
- Тихон (Шевкунов) (1993 — 19 мая 2018)
- Иоанн (Лудищев) (19 мая 2018 — 30 августа 2019)[54]
- Амвросий (Ермаков) (30 августа 2019 — 25 августа 2020)[55]
- Иоанн (Лудищев) (с 25 августа 2020)[55]